# Potok Leśny (dopływ Stoły)
Potok Leśny – potok, prawostronny dopływ Stoły o długości 11,1 km i powierzchni zlewni 18,7 km².
Potok płynie w powiatach lublinieckim i tarnogórskim, w województwie śląskim. Jego źródła znajdują się na terenie Lasów Lublinieckich w okolicach Bruśka. Płynie głównie przez gminę Tworóg, następnie przecina dwa szlaki komunikacyjne: drogę wojewódzką nr 907 oraz drogę krajową nr 11, by w Potępie wpaść do Stoły.